# Joseph Bouvard
Joseph-Antoine Bouvard (Saint-Jean-de-Bournay, 1840-Marly-le-Roi, 1920) fue un arquitecto francés.

## Biografía
Nacido el 19 de febrero de 1840 en Saint-Jean-de-Bournay, fue director administrativo en los servicios de Arquitectura, Paseos y Forestación de la Ville de Paris. En dicha ciudad, lo recuerda una avenida con su nombre en el 7e arrondissement
También actuó en Sudamérica, específicamente en Buenos Aires en donde fue contratado por el intendente Carlos de Alvear para proyectar una serie de obras públicas y un plan urbanístico en 1907, con vistas a los festejos del centenario de la Revolución de Mayo. Falleció el 5 de noviembre de 1920 en Marly-le-Roi.

## Obras y proyectos
- 1882-1883. Barraca de la Guardia Republicana, rue de Schomberg, en París.
- 1882-1884. Estación de Saint-Étienne-Châteaucreux.
- 1889. Construcción del Gran Domo de la Exposición Universal de París.
- 1892. Bolsa de Trabajo de Paris.
- 1893-1896. Estación de Marsella-San Carlos.
- 1907-1909. Plan urbanístico para Buenos Aires: Plaza de los Dos Congresos (propuesta no realizada), proyecto de Avenidas Diagonales, urbanización y loteo de la Quinta de Samuel Hale (actual barrio La Isla), plan general para la Exposición Industrial del Centenario y proyecto para el Hospital Alvear. Plan urbanístico para Rosario (propuesta no realizada).